# Dorcadion turki
Dorcadion turki är en skalbaggsart som beskrevs av Ludwig Ganglbauer 1884. Dorcadion turki ingår i släktet Dorcadion och familjen långhorningar.
Artens utbredningsområde är Iran. Inga underarter finns listade i Catalogue of Life.